# Seleção Surinamesa de Críquete
A seleção de críquete do Suriname é a equipe que representa o país de Suriname no âmbito críquete internacional. A associação tornou-se um membro da filiado do Conselho Internacional de Críquete em 2002. Sua estreia em competições ocorreu em 2004 no Campeonato Américas de críquete, de onde vieram passado no torneio equipe cinco. Uma grande melhoria veio dois anos depois na nova divisão Três das Américas ICC. quando ganhou um torneio de quatro equipe envolvendo também Brasil, Chile e as Ilhas Turcas e Caicos.
Graças a esse título o Suriname conseguiu alcançar o status de membro associado. Além de qualificar o time para a segunda divisão do torneio que foi jogado na Argentina no final de 2006, quando ficou em quarto lugar entre cinco equipes, resultado foi suficiente para manter o time na Segunda divisão de 2008 no em 2009 foi rebaixado para segunda divisão das Américas de novo alem disso nesse ano também o Suriname terminou em último lugar ao disputar a sétima divisão da divisão global de críquete
O que fez ele ser relegado para a oitava divisão global do mundial de críquete em 2010.

## Sul Americano de Críquete segunda divisão 2010
Com o fracasso do Suriname no último campeonato das Américas ele foi rebaixado para segunda divisão do campeonato das Américas de críquete.
Américas Championship em Fevereiro de 2010, juntamente com Brasil, Ilhas Turcas e Caicos, Panamá e Bahamas.
| Team            | Played | Won | Lost | Tied | NR | Points | NRR |
| --------------- | ------ | --- | ---- | ---- | -- | ------ | --- |
| Suriname        | 0      | 0   | 0    | 0    | 0  | 0      | 0   |
| Brasil          | 0      | 0   | 0    | 0    | 0  | 0      | 0   |
| Bahamas         | 0      | 0   | 0    | 0    | 0  | 0      | 0   |
| Panamá          | 0      | 0   | 0    | 0    | 0  | 0      | 0   |
| Turcas e Caicos | 0      | 0   | 0    | 0    | 0  | 0      | 0   |

## Elenco Atual
lista de jogadores da atual seleçao do suriname.
Shazam Ramjohn (Captao)
Carlton Baker
Mohamed Bhoelan
Charles Douglas
Troy Dudnath
Arun Gokoel
Sanjay Meghoe
Dion Mohabir
Kishen Oemraw
Sanjai Oemraw
Brahma Prasad
Deoraj Sewanan
Vishaul Singh